# Esţfān Nehmé
Blahoslavený Esţfān Nehmé, OLM (arabsky يوسف نعمة, 8. března 1889, Lehfed – 30. srpna 1938, klášter Kfifane) byl libanonský mnich Maronitské katolické církve. Dne 27. března 2010 byl beatifikován papežem Benediktem XVI., jehož při aktu beatifikace zastupoval arcibiskup Angelo Amato.

## Život
Narodil se jako nejmladší ze sedmi dětí a pokřtěn byl jménem Yusúf (Josef). Vzdělání získal na škole v Sakii Rishmaya, vedené Řádem libanonských maronitů. Dle legendy v dětství pozoroval jezevce, který vstoupil do podzemní jeskyně, a když na tom místě začal kopat, objevil pramen vody. Tento pojmenoval Jezevčí pramen.
V roce 1905 zahájil noviciát v maronitském klášteře sv. Cypriána a Justiny v Kfifane. Dne 23. srpna 1907 složil řeholní sliby a přijal jméno Esţfān (Štěpán). Jako mnich vykonával různé práce. Pracoval na poli, v zahradě, nebo jako truhlář. Během práce si stále připomínal: "Bůh mne vidí."
Zemřel na mrtvici vyvolanou horečkou 30. srpna 1938 v sedm hodin ráno v klášteře Kfifane.

## Beatifikace
Nehmé byl pohřben v klášteře sv. Cypriána a Justiny. Mniši tohoto kláštera dne 10. března 1951 otevřeli jeho hrob a zjistili, že jeho tělo nejeví známky rozkladu. Tělo Esţfāna Nehmé bylo poté přeneseno do nového hrobu a ten se stal cílem poutí.
Dne 17. prosince 2007 uznal papež Benedikt XVI. heroické ctnosti Esţfāna Nehmé a prohlásil jej za ctihodného. Jako zázrak, potřebný pro beatifikaci bylo uznáno uzdravení sestry Mariny Nehmeh z osteosarkomu a 8. června 2010 bylo oznámeno, že Nehmé bude blahořečen. Samotný akt beatifikace se konal v nádvoří kláštera sv. Cypriána a Justiny v Kfifane 27. června 2010. Papeže na místě zastupoval arcibiskup Angelo Amato, prefekt Kongregace pro blahořečení a svatořečení. Nehmé byl blahořečen jako čtvrtý člen Maronitské katolické církve.